# Dorothea Christiane Erxleben
Dorothea Christiane Erxleben (Quedlimburgo, (13 de novembro de 1715 – Quedlimburgo, 13 de junho de 1762) foi a primeira mulher a obter um título de doutora em medicina na Alemanha.
Erxleben foi introduzida à medicina por seu pai. A cientista italiana Laura Bassi foi uma das inspiração para Exleben concretizar o sonho de estudar medicina e em 1742 ela publicou um tratado que versava sobre a permissão para a admissão de mulheres na Universidade. Erxleben recebeu o título de doutora em medicina pela Universidade de Halle-Wittenberg em 1754.
Mãe de Johann Christian Polycarp Erxleben.